# Buta
Buta je glavni grad provincije Bas-Uele u Demokratskoj Republici Kongo. Ima zračnu luku. Godine 2005. bila je centrom epidemije plućne kuge.
Prema popisu iz 2004. godine, Buta je imala 46.642 stanovnika.